# Huancui
Huancui léase Juán-Dsuéi (en chino:环翠区,pinyin:Huáncuì qū) es un distrito urbano bajo la administración directa de la ciudad-prefectura de Weihai. Se ubica al este de la provincia de Shandong, este de la República Popular China. Su área es de 368 km² y su población total para 2010 fue de más de 600 mil habitantes.
Huancui, como Sede de gobierno, es el centro económico, industrial y turístico de la ciudad-prefectura. 

## Administración
El distrito de Huancui se divide en 22 pueblos que se administran en 12 subdistritos y 10 poblados.